# Santa Margarida de Bianya (Kirche)

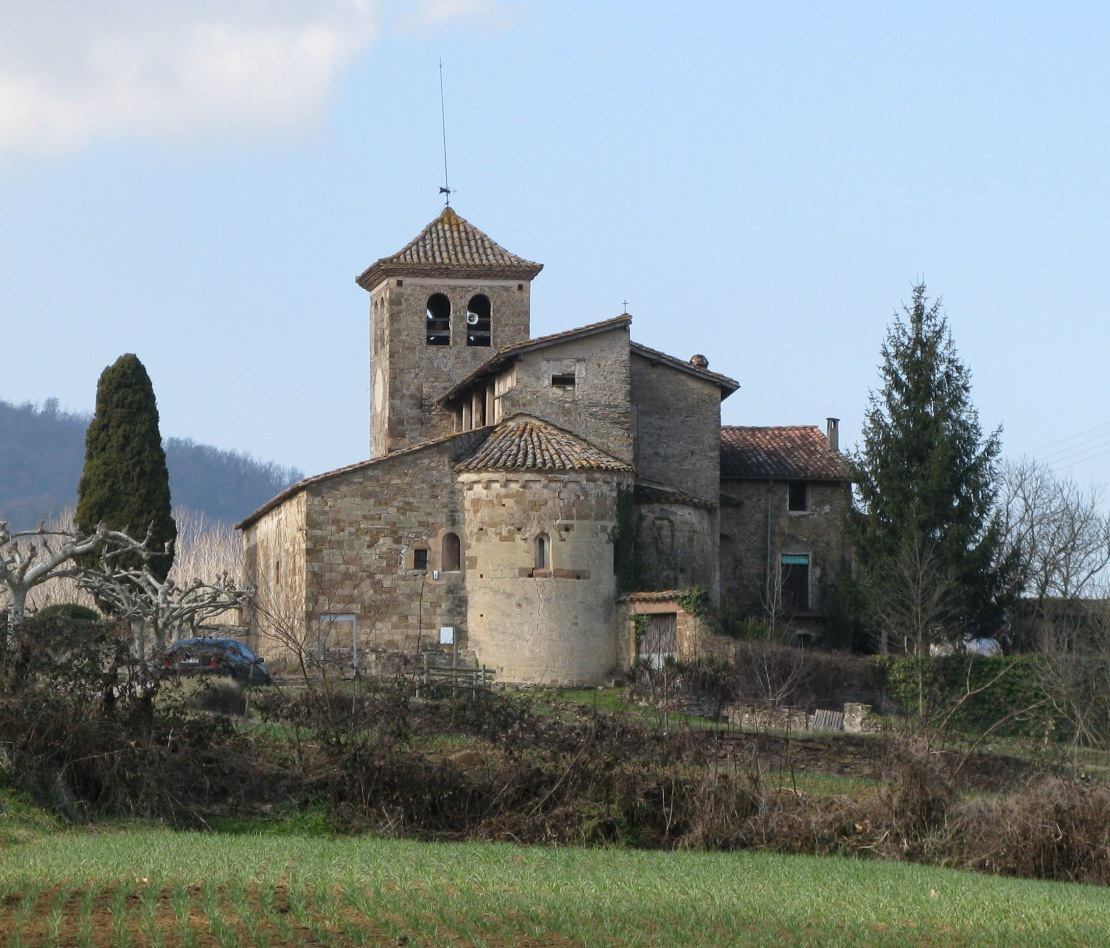
Santa Margarida de Bianya

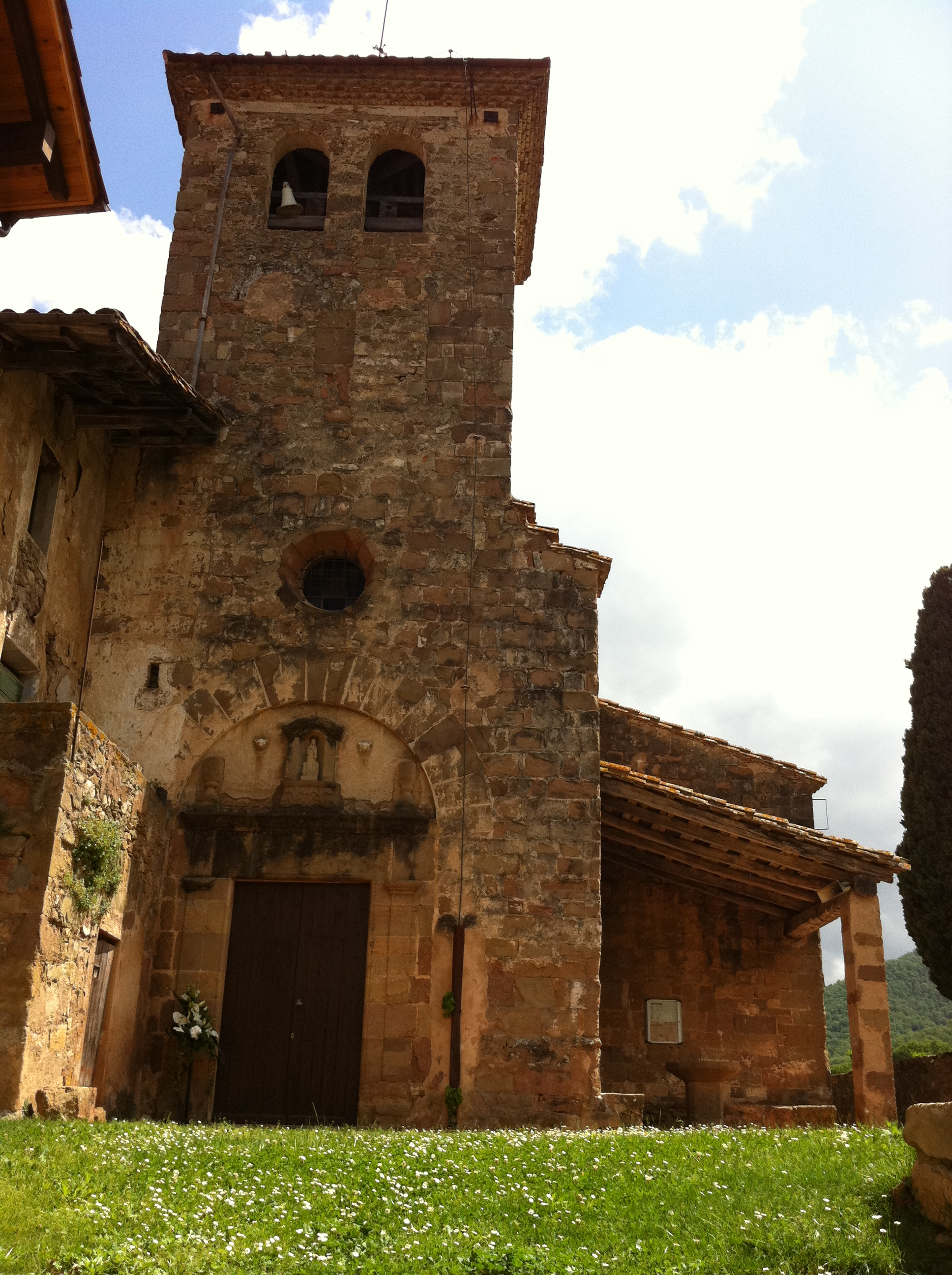
Santa Margarida de Bianya – Glockenturm

Santa Margarida de Bianya ist eine modifizierte romanische Kirche im gleichnamigen, zur Gemeinde „La Vall de Bianya“ gehörenden Weiler in der katalanischen Provinz Girona in Spanien.

## Geschichte
Die Kirche wird erstmals im Jahr 858 erwähnt, als sie von dem Grafen Guifre, dem Haarigen (Guifre el Pilós) von Besalu dem Kloster von Santa Maria von Riudaura übergeben wird. Im Jahr 953 übergibt Graf Sunyer von Barcelona, der Sohn von Graf Guifre, das Kloster Riudaura zusammen mit der Kirche an das französische Kloster Sainte-Marie de Lagrasse. Ab dem 13. Jahrhundert gehört die Kirche zum Kloster „Sant Joan les Fonts“, bis es im Jahr 1357 von der Krone annektiert wird. Seit dem 14. Jahrhundert hat die Kirche drei Altäre. Den Hauptaltar, den Mutter-Gottes-Altar der Jungfrau Maria und den Altar von Johannes und Paulus. Obwohl die Kirche im 15. Jahrhundert sehr stark von einem Erdbeben in Mitleidenschaft gezogen wurde, konnte sie einen großen Teil ihrer romanischen Substanz erhalten. Seit Anfang des 16. Jahrhunderts besitzt die Kirche die Reliquie der Gürtel bzw. das „Zingulum von Santa Margarida“ die bis heute noch verehrt wird. Im 17. Jahrhundert wurde der Altar von Johannes und Paulus auf Isidor von Madrid umgeweiht. 1936 zu Beginn des Spanischen Bürgerkrieges brannte die Kirche aus. Barocke Altaraufsätze und andere Kunstgegenstände gingen verloren. Heute werden noch einige liturgische Gold- und Silbergegenstände der alten Pfarrgemeinde wie Kelche und Monstranzen in der Kirche gezeigt.

## Architektonische Struktur
Die heutige Kirche wurde als einschiffiges Gebäude mit einem Querhaus im Stil der Romanik des 12. Jahrhunderts errichtet. Auf der Nordseite wurde eine kleine Apsiskapelle aus einem Vorgängerbau des 10. Jahrhunderts in das Gebäude integriert. Scheinbar gab es eine zweite Apsiskapelle, die im 18. Jahrhundert zurückgebaut wurde, um an ihrem Platz die Sakristei einzurichten. Die Spitze der Kirche bildet ein aus drei halbkreisförmigen Schiffen bestehendes Kopfgebäude. Das zentrale Schiff hat ein Spitzbogengewölbe, das auf großen konsolengestützten Kämpfern aufliegt. Die meisten der Konsolen sind glatt und unverziert ausgeführt, bis auf wenige, die eine formale Dekoration aufweisen. Der Bogen, der das Schiff von der Hauptapsis trennt, sieht aus wie ein aus einer Kugel geschnittenes Stück aus und stützt sich beiderseits auf Säulen an der Wand. Die Kämpfer ziehen sich von der Apsis durch das zentrale Schiff entlang. Auf der Südseite der Kirche befindet sich ein sehr ursprüngliches Eingangsportal, dessen oberer Bogenteil zugemauert ist. Der aktuelle, neoklassische, im Jahr 1855 eingerichtete Eingang befindet sich auf der Westseite des Gebäudes. Der Glockenturm des Gebäudes mit Öffnungen nach allen vier Seiten ist auf dem romanischen Mauerwerk errichtet.